# Palazzo di Linlithgow
Le rovine del Palazzo di Linlithgow sono situate nel comune di Linlithgow, nel Lothian dell'ovest, in Scozia, a 15 miglia da Edimburgo. Sul luogo esisteva un maniero reale nel XII secolo, che fu sostituito da una fortificazione nota come Il Peel, costruito nel XIV secolo dalle forze inglesi sotto il regno di Edoardo I d'Inghilterra. Il luogo del maniero lo rese una base militare ideale per garantire i viaggi di approvvigionamento tra il Castello di Edimburgo e Stirling Castle.

## Storia e descrizione

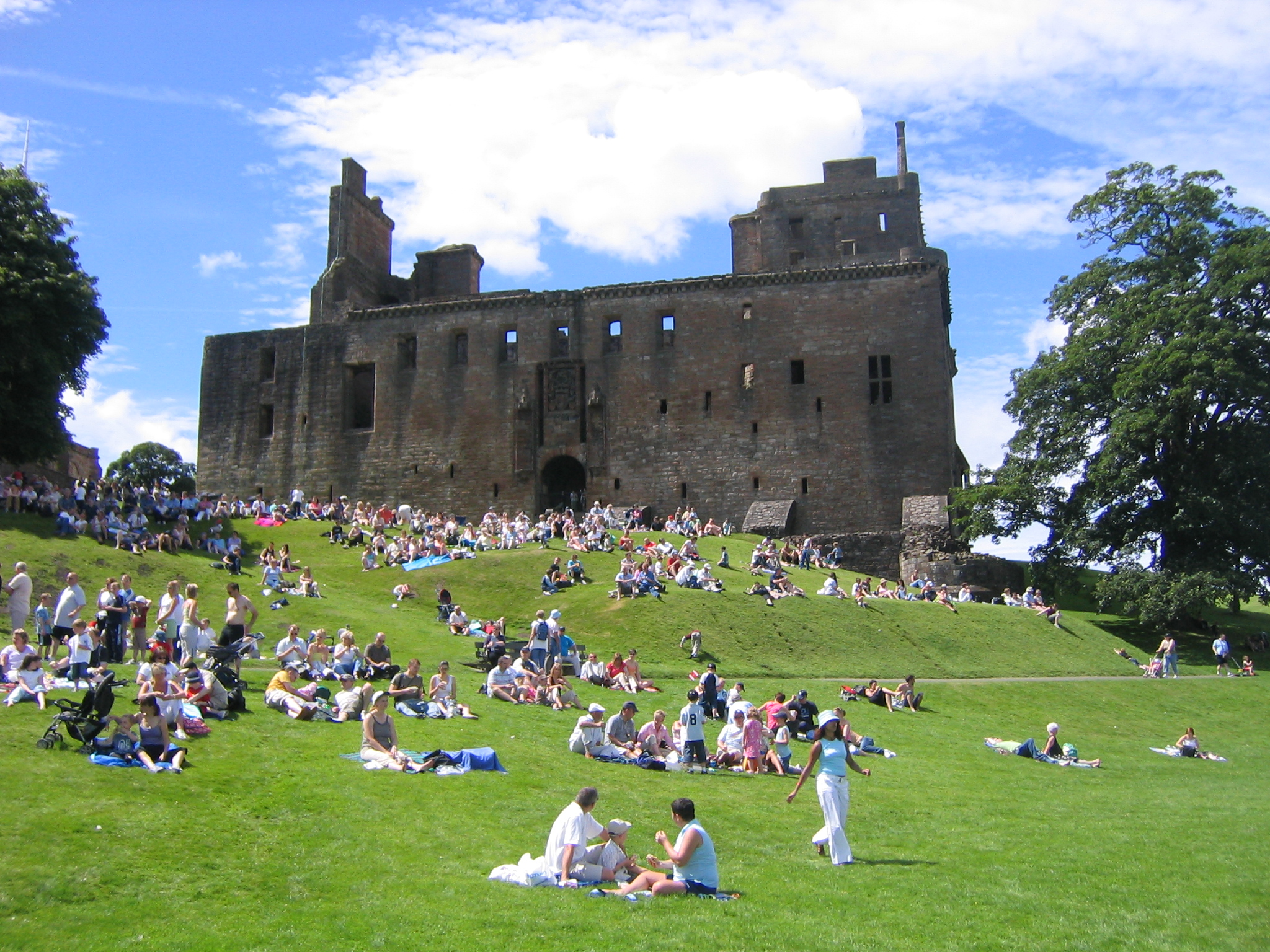
Il palazzo visto da est

Nel 1424 la città di Linlithgow fu parzialmente distrutta da un grande incendio. Il re Giacomo I di Scozia iniziò la ricostruzione del palazzo come una grande residenza per i reali scozzesi. Nel corso del secolo successivo il palazzo si sviluppò nella struttura di un cortile formale, con significative aggiunte da parte di Giacomo III e di Giacomo IV. Giacomo V, che vi era nato nel 1512, aggiunse l'entrata esterna e l'elaborata fontana del cortile. Maria Stuarda nacque presso il castello l'8 dicembre 1542 e vi soggiornò qualche volta durante il suo regno. Dopo l'unione delle corone di Scozia e Inghilterra nel 1603 la Corte Reale ebbe sede soprattutto in Inghilterra e il Palazzo di Linlithgow fu utilizzato molto poco. Sebbene il re Giacomo VI abbia fatto ricostruite la parte nord tra il 1618 e il 1622, l'unico sovrano regnante che soggiornò a Linlithgow dopo tale data, fu il re Carlo I d'Inghilterra che vi trascorse una notte nel 1633.

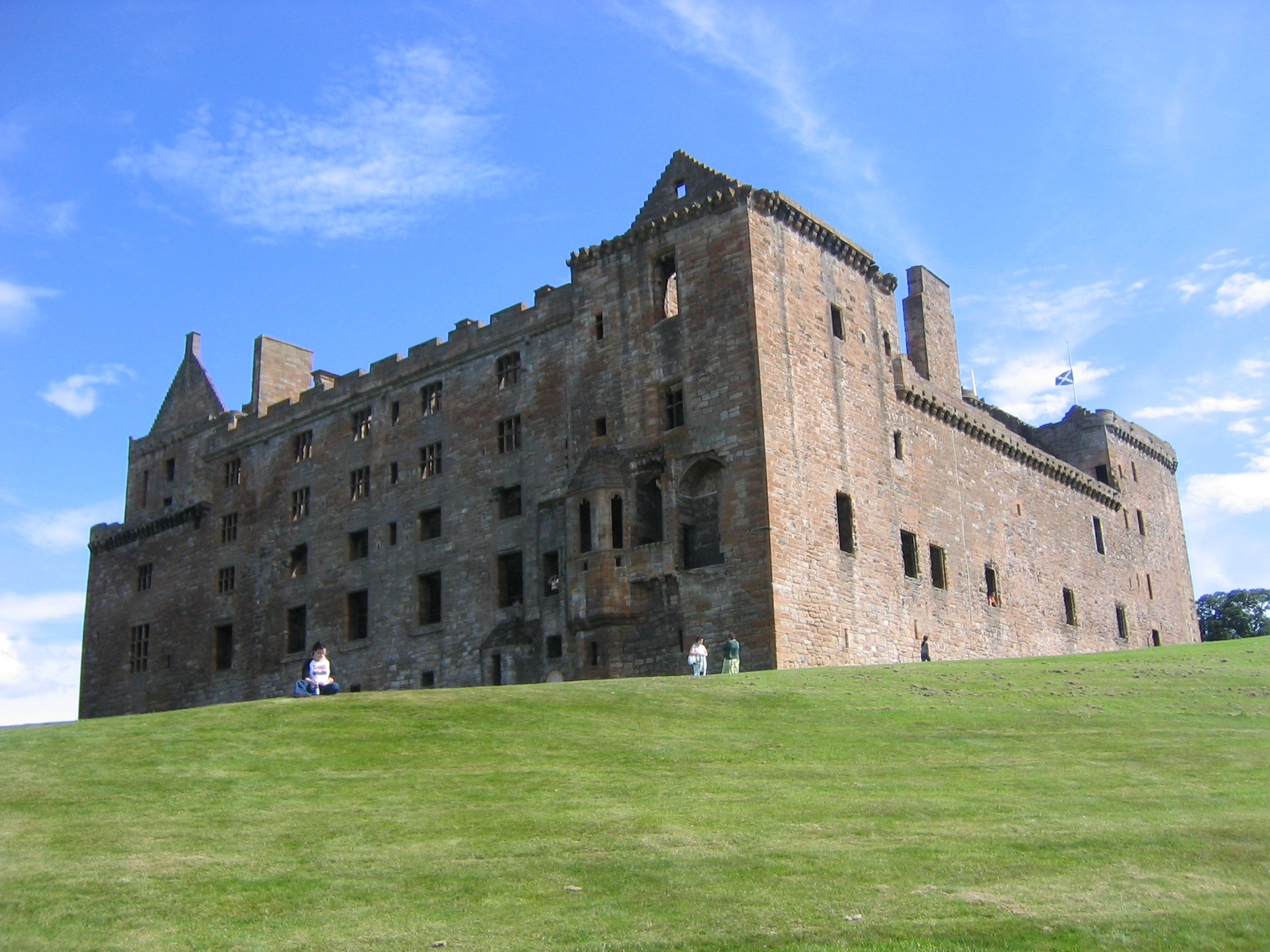
Facciate nord e sud del castello

Il canto del cigno del palazzo avvenne nel settembre del 1715 quando il principe Carlo Edoardo Stuart visitò Linlightgow nella sua marcia a sud, ma non vi pernottò. Si dice che nella fontana fu fatto scorrere del vino in suo onore. L'esercito del Duca di Cumberland distrusse la maggior parte degli edifici del palazzo con un incendio nel gennaio 1746.
Il palazzo è stato attivamente conservato sin dai primi anni del XIX secolo ed è oggi gestito e mantenuto da Historic Scotland. Il luogo è aperto a tutti i visitatori ogni anno, a pagamento. In estate l'adiacente chiesa parrocchiale di San Michele, del XV secolo, è aperta ai visitatori, ed è consentita una doppia visita alle due costruzioni medievali superstiti.